# Vicente Vela
Vicente Vela (Algeciras, 1931 − Madrid, 1 de enero de 2015) fue un pintor y escenógrafo español.

## Exposiciones
Participó en exposiciones internacionales: XXIX Bienal de Venecia, Internacional de Tokio, Veinte años de pintura española en Lisboa, V Bienal de Sao Paulo, Trece Pintores Españoles Actuales en París. Primer premio de Dibujo en la Exposición Nacional de Bellas Artes de 1970. 

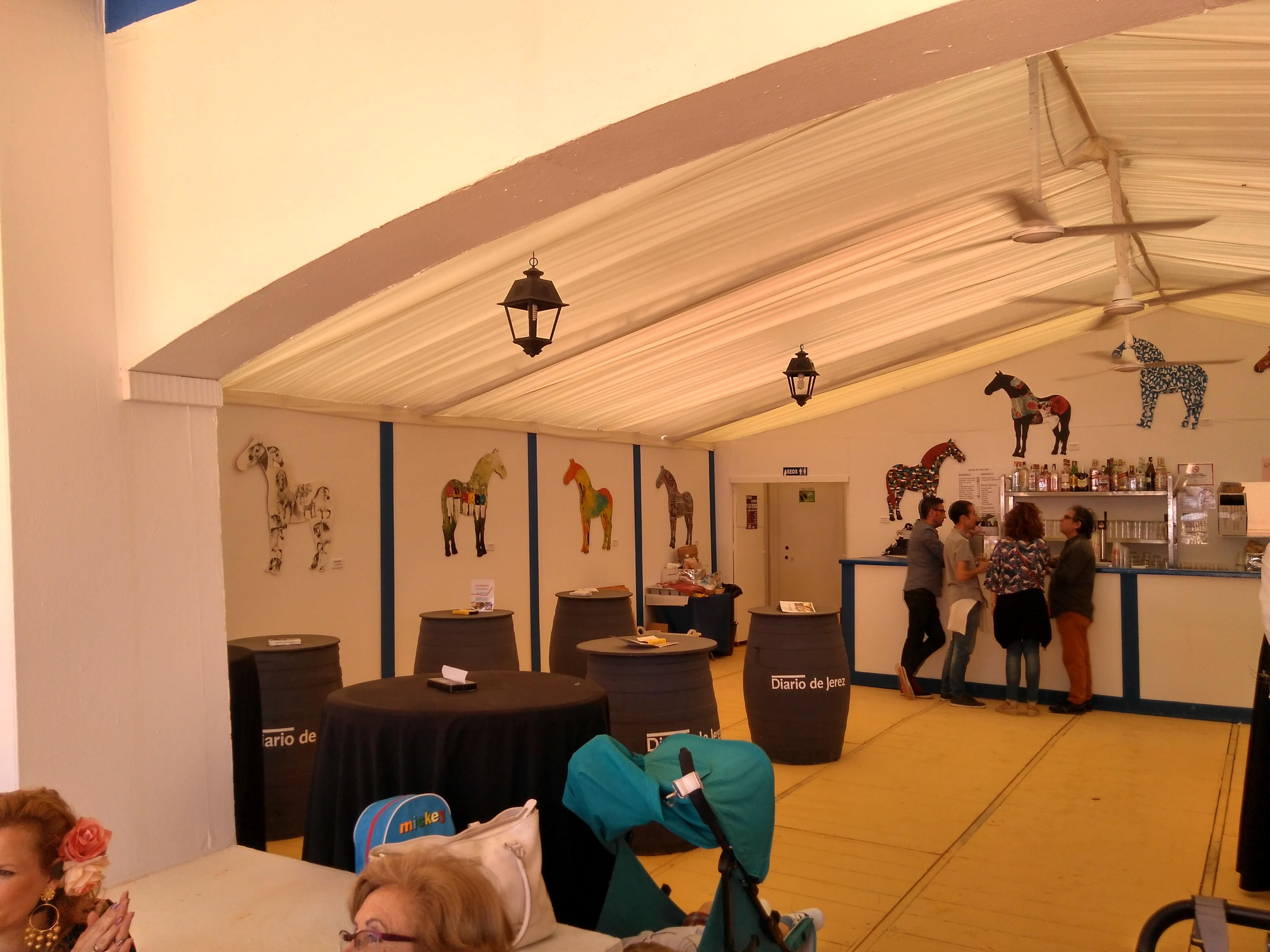
Exposición homenaje

En la Feria del Caballo 2018 se le rindió un homenaje.

## Obras destacadas
- Logotipo para Loewe.[2]

## Perfil
Cultivaba una muy personal abstracción y está considerado como una de las primeras figuras de la pintura española de los años 70 y 80.